# برنارد هنري
برنارد هنري (بالإنجليزية: Bernard Henry) هو لاعب كرة قدم أمريكية أمريكي، ولد في 9 أبريل 1960 في لوس أنجلوس في الولايات المتحدة.

## وصلات خارجية
- برنارد هنري على موقع مرجع كرة القدم المحترفة.كوم (الإنجليزية)
- برنارد هنري على موقع JustSportsStats.com (الإنجليزية)
- برنارد هنري على موقع كلية كرة القدم في سبورتس رفرنس.كوم (الإنجليزية)